# Kumejing (Subah)
Kumejing is een bestuurslaag in het regentschap Batang van de provincie Midden-Java, Indonesië. Kumejing telt 799 inwoners (volkstelling 2010).